# Перехід через Рейн
«Перехід через Рейн» (фр. Le passage du Rhin) — копродукційний драматичний фільм 1960 року, поставлений французьким режисером Андре Каяттом. Фільм здобув Золотого лева — головний приз 21-го Венеційського міжнародного кінофестивалю 1960 року .

## Сюжет
По закінченню Другої світової війни герої фільму, підмайстер у пекаря Роже (Шарль Азнавур) і журналіст Жан (Жорж Рів'єр), не були інтерновані. Вони провели війну в німецькому селі, працюючи у місцевих жителів. Жан втікає з цього тихого полону, скориставшись допомогою доньки бургомістра. Сумлінний Роже не хоче накликати неприємності на людей, що по-людськи поставилися до нього, та залишається до закінчення війни в Німеччині.
Жан повертається до Парижа героєм, він знову працює в рідній газеті, що була в дні окупації органом Опору, збирається одружуватися на своїй давній коханій. Правда, він бачить, що Флоранс (Ніколь Курсель) змінилася, живе у розкоші, немислимій для воєнних років і несподіваній для Жана. Колеги пояснюють йому появу цього багатства: Флоранс була коханкою шефа гестапо. Тепер, якщо Жан одружиться, редакція буде вимушена відмовитися від співпраці з ним. Після важких душевних мук Жан урешті-решт вибирає кохання й відставку, не знаючи, що і Флоранс надала йому свободу — покинула його назавжди.
Для Роже повернення на батьківщину після війни також виявляється примарним, подружнє життя, що обридає, набута свобода — безрадісна. Він вирішує знову перетнути Рейн, щоб жити в Німеччині, біля жінки, яку покохав. Жан допомагає йому дістати необхідні документи і проводжає до прикордонного мосту.

## У ролях
| • Шарль Азнавур   | … | Роже             |
| • Ніколь Курсель  | … | Флоранс          |
| • Жорж Рів'єр     | … | Жан              |
| • Кордула Трантов | … | Хельга           |
| • Жорж Шамара     | … | пекар            |
| • Жан Маршат      | … | Мішель Дельмас   |
| • Альбер Дінан    | … | міліціонер Кадіс |
| • Мішель Ечеверрі | … | Людовик          |
| • Серж Фредерік   | … |                  |

## Знімальна група
- Автори сценарію — Моріс Оберже, Андре Каятт, Арман Жеммо, Паскаль Жарден
- Режисер-постановник — Андре Каятт
- Продюсер — Ральф Баум, Йозеф Бергольц
- Оператор — Роже Феллу
- Композитор — Люїгі
- Монтаж — Борис Левін, Алікс Патюрель
- Художник по костюмах — Жоржетт Фільон
- Артдиректор — Робер Клавель

## Нагороди та номінації
| Нагороди та номінації фільму «Перехід через Рейн» | Нагороди та номінації фільму «Перехід через Рейн» | Нагороди та номінації фільму «Перехід через Рейн» | Нагороди та номінації фільму «Перехід через Рейн» | Нагороди та номінації фільму «Перехід через Рейн» | Нагороди та номінації фільму «Перехід через Рейн» |
| Рік                                               | Кінофестиваль/кінопремія                          | Категорія/нагорода                                | Номінант                                          | Результат                                         |                                                   |
| ------------------------------------------------- | ------------------------------------------------- | ------------------------------------------------- | ------------------------------------------------- | ------------------------------------------------- | ------------------------------------------------- |
| 1960                                              | Венеційський міжнародний кінофестиваль            | Золотий лев                                       | Перехід через Рейн                                | Перемога                                          |                                                   |